# 奇力山

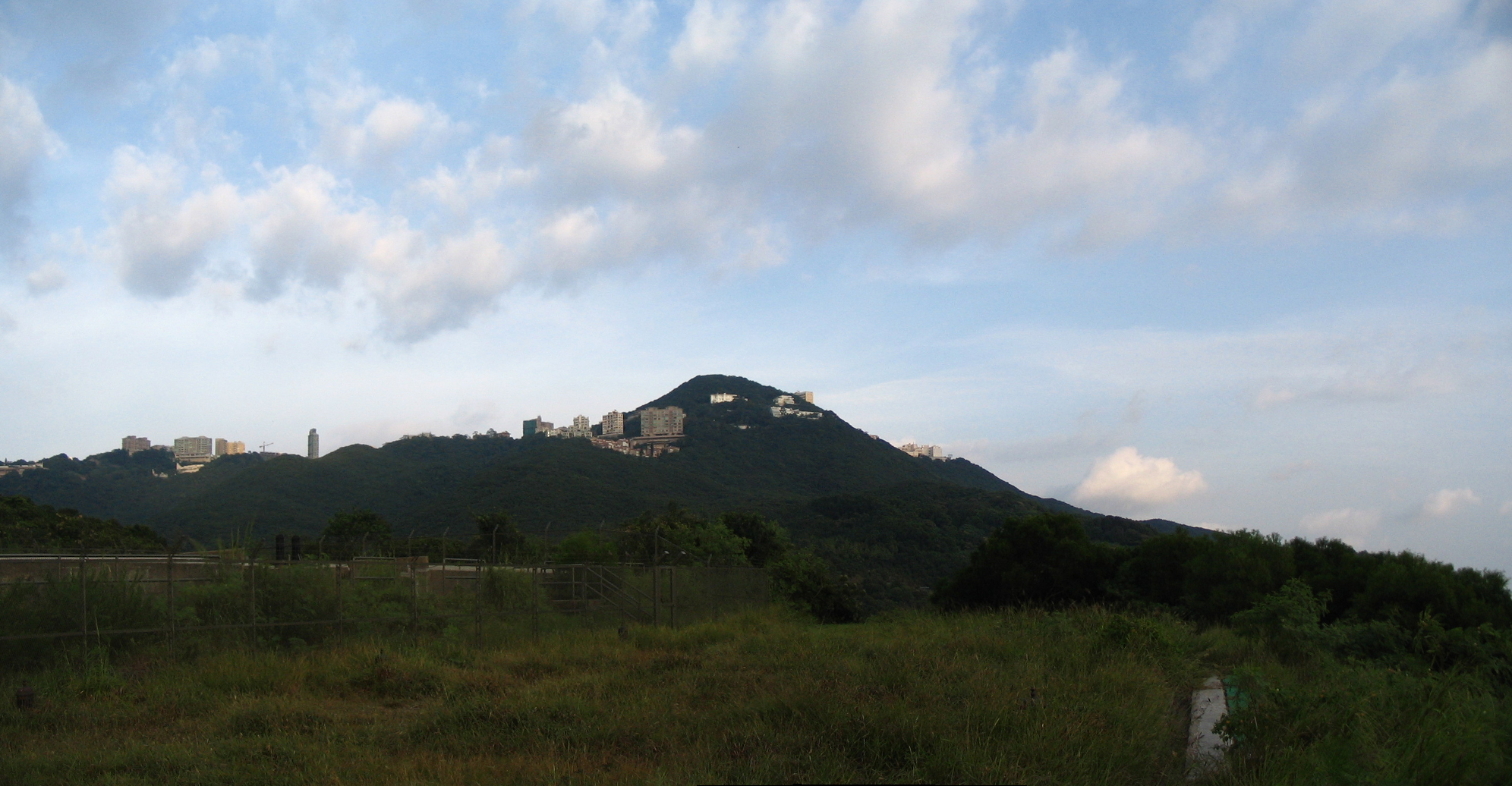
從薄扶林一號配水庫遠眺奇力山（圖中）至爐峰峽（圖左）一帶

奇力山（英語：Mount Kellett），又譯作加列山，是香港的一個山峰，海拔501（1,644英尺），為香港島第三高峰，位於香港島西南部，但地區行政上屬於中西區。

## 名稱
奇力山得名自一位名為奇力的英國海軍測量工程師。

## 地理
奇力山地處薄扶林以東，爐峰峽以南，田灣山以西，香港仔以北。山的東部和西部分別屬於香港仔郊野公園和薄扶林郊野公園。不過奇力山山頂範圍不在郊野公園以內，連同觀龍角和歌賦山，為一高尚住宅區。山頂部分曾被削平，用作安裝啟德機場導航雷達，現已廢置。
奇力山山頂一帶有加列山道和貝璐道。基礎設施方面，則有山頂消防局和位於山腳的私立醫院明德國際醫院。

## 社區
歷史上，除了政府擁有的房屋外，山上還有銀行及其他大公司的高層居住。當時聲譽相對普通的街道，如僑福道和加列山道，都面向南邊，而非面向維多利亞港。
某些具歷史價值的大屋，包括一些政府建築物及外國領事居住的官邸，隨時代變遷而被拆卸改建，成為私營屋苑內面積較小的獨立屋。
2006年，新鴻基地產以18億港元（平均呎價42,196港元）於政府拍賣中投得加列山道12號的一幅地皮，該地此前是中層官員的住宿大樓單位。

## 註腳
1. ↑  . 翻山越嶺. 5月7日  [2008-05-07]. （原始内容存档于2008-03-12）.
2. ↑  Heywood, G. S. P.; Gee, Richard (1993-05-13). Rambles in Hong Kong. Oxford University Press. ISBN 9780195858167.
3. ↑  . 7月5日  [2023-01-23]. （原始内容存档于2023-01-24）. “HSBC's Peak asset for sale”. South China Morning Post. 5 July 2006.

## 站外鏈結
- 中原地圖上的奇力山